# Stawrupoli
Stawrupoli (gr. Σταυρούπολη) – miasto w Grecji, w administracji zdecentralizowanej Macedonia-Tracja, w regionie Macedonia Środkowa, w jednostce regionalnej Saloniki. Siedziba gminy Pawlos Mela. W 2011 roku liczyło 46 008 mieszkańców.